# جان شلتون
جان شلتون (انگلیسی: John Shelton؛ ۱۸ مه ۱۹۱۵ – ۱۷ مهٔ ۱۹۷۲) بازیگر اهل ایالات متحده آمریکا بود.
از فیلم‌هایی که وی در آن‌ها نقش داشته‌است، می‌توان به به شکار ارواح می‌رویم , گلادیاتور و نماینده خارجی اشاره نمود.